# إيفان باشيتش
إيفان باشيتش هو لاعب كرة قدم بوسني، ولد في 30 أبريل 2002 في إيموتسكي في كرواتيا.

## وصلات خارجية
- إيفان باشيتش على موقع الاتحاد الأوربي (الإنجليزية)
- إيفان باشيتش على موقع إي إس بي إن إف سي (الإنجليزية)
- إيفان باشيتش على موقع قاعدة بيانات كرة القدم.إي يو (الإنجليزية)
- إيفان باشيتش على موقع بيانات كرة القدم. دي إي (الألمانية)
- إيفان باشيتش على موقع ناشيونال فوتبول تيمز (الإنجليزية)
- إيفان باشيتش على موقع Soccerbase.com (لاعب) (الإنجليزية)
- إيفان باشيتش على موقع Soccerway.com (الإنجليزية)
- إيفان باشيتش على موقع عالم كرة القدم.نت (الإنجليزية)